# Feria Internacional del Libro Universitario

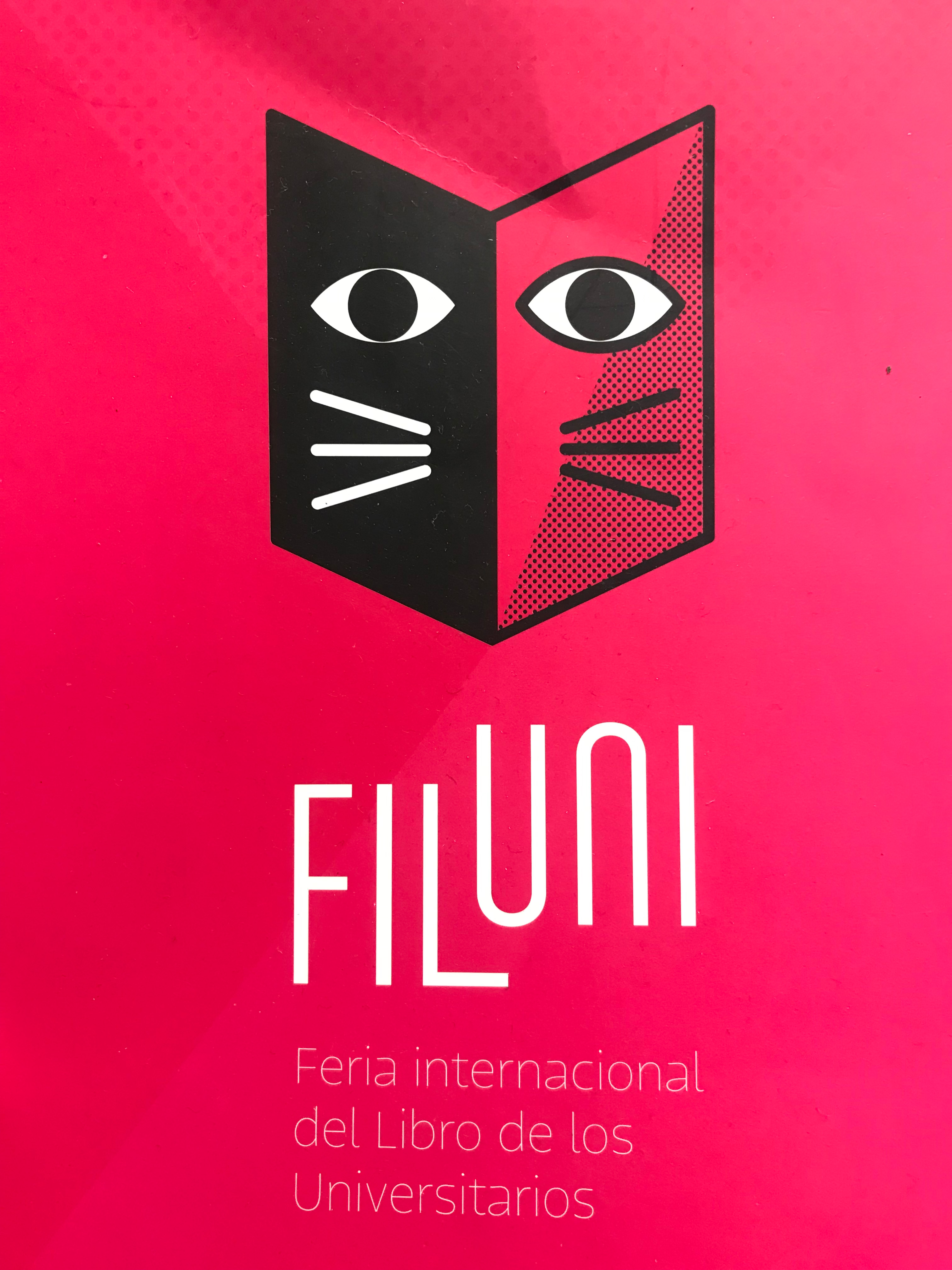
Inauguración de la FILUNI, 2019. Centro de Exposición y Congresos, UNAM

La Feria Internacional del Libro de las Universitarias y los Universitarios (FILUNI) es una feria del libro internacional organizada anualmente por la Universidad Nacional Autónoma de México (UNAM). El objetivo de la FILUNI es brindar un espacio en donde las editoriales universitarias encuentren un público cautivo y ávido de conocer sus propuestas; un espacio pertinente para la promoción de sus catálogos y autores, y en donde establezcan contactos profesionales en áreas de distribución, venta y posicionamiento de sus instituciones.

## Historia
FILUNI inició sus actividades en el 2017 y la Universidad de Salamanca que cumplía 800 años fue la invitada de honor. Desde entonces, la Feria ha acogido las presentaciones, talleres, charlas y conferencias de importantes invitados como Vivian Gornick, Juan Villoro, Cristina Rivera Garza, Carmen Boullosa, Julieta Norma Fierro Gossman, Margo Glantz, Alberto Manguel, Miguel León Portilla, Daniel Melero, entre muchos otros que han contribuido al enriquecimiento del pensamiento universitario y al criterio social y artístico.   

## Premios y reconocimientos
Desde sus inicios la FILUNI otorga el reconocimiento al Editor Universitario "Rubén Bonifaz Nuño", los galardonados son:
- 2017 Flávia Goulart Mota García, comunicóloga, académica y editora.
- 2018 Sayri Karp Mitastein, directora editorial de la Universidad de Guadalajara.
- 2019 Juan Felipe Córdoba Restrepo por su liderazgo y su actividad de editor Colombiano.
- 2022 Joaquín Díez Canedo, editor, traductor y docente mexicano.

## Universidades invitadas
| Año  | Universidad/es      |
| ---- | ------------------- |
| 2017 | Salamanca           |
| 2018 | Colombia            |
| 2019 | Argentina           |
| 2022 | España y Costa Rica |

#### 2017 Universidad de Salamanca
2017 La Universidad de Salamanca y en honor a sus 800 años fue la invitada de honor  ya que es la  más antigua de las universidades hispanas existentes 
y uno de los eventos destacados de esta primera emisión de la FILUNI fue “La creación literaria en la Universidad de Salamanca: formatos tradicionales y modernos”.
Los autores destacados  que participaron fueron Elmer Mendoza, Eduardo Antonio Parra y Mempo Giardinelli, los divulgadores Diego Golombek y José Gordon, los arqueólogos Eduardo Matos Moctezuma y Luis Millones, y los investigadores Javier Garciadiego e Ignacio Marván. 

#### 2018 Universidad Nacional de Colombia
En el 2018 se realiza la segunda emisión de la FILUNI con la participación de la Universidad de la Universidad de Colombia como invitada y dentro de las actividades que realizó fueron dar a conocer más de 400 títulos de su fondo editorial y se contó con la participación de más de 30 docentes invitados; algunos de ellos son: Dolly Montoya Castaño (Rectora Universidad Nacional de Colombia), Edgar Prieto Suárez (Director Nacional de Bibliotecas), Alfonso Espinosa ( Director de la Universidad Nacional de Colombia), Jorge Enrique González Rojas (Cátedra UNESCO), entre otros. 

#### 2019 Universidad de Buenos Aires
La Universidad de Buenos Aires (UBA) fue fundada en 1821. Es un centro de referencia nacional e internacional en materia de enseñanza y formación profesional, investigación y extensión universitaria. En 2019, la tercera feria cuenta con esta universidad argentina como invitada de honor. La UBA realizó alrededor de 50 actividades culturales, literarias, de divulgación científica y charlas sobre temas de equidad de género y derechos humanos. Se contó con la participación de diferentes autores especialistas de la UBA y la UNAM en diferentes foros.

#### 2022 Universidad Complutense de Madrid y Universidad de Costa Rica
En este año la Filuni vuelve a realizarse de manera presencial. Después de dos años de pandemia, era adecuado tener doble Universidad invitada. La Universidad Complutense de Madrid (UCM) fundada en 1293, es una de las más antiguas y prestigiosas de España y del mundo hispanohablante es su calidad de Stadium generale y en 1822 como Universidad Central. En esta edición de Filuni cuenta con más de 40 actividades entre talleres presentaciones y charlas. Fue orgullosamente invitada también la Universidad de Costa Rica (UCR), cuyos orígenes se remontan a 1843 y en 1940 se funda oficialmente como Universidad de Costa Rica, actualmente es una de las mejores 500 universidades del mundo y nos acompaña en Filuni con talleres, mesas panel y su oferta editorial.su oferta editorial.